# Гайнуллин, Ислам Ленарович
Ислам Ленарович Гайнуллин (род. 3 марта 2003, Казань) — российский хоккеист, нападающий.

## Биография
Начинал заниматься хоккеем в Казани, в 2018 году из «Динамо» перешёл в нижнекамский «Нефтехимик».В сезонах 2019/20 — 2022/23 играл за команду МХЛ «Реактор». В сезоне 2023/24 дебютировал в КХЛ. С сезона 2024/25 стал играть в ВХЛ за «Ижсталь».